# Tordyveln (Ramnäs socken, Västmanland)
Tordyveln är en sjö i Surahammars kommun i Västmanland och ingår i Norrströms huvudavrinningsområde. Sjön är 200 meter lång och 135 meter bred och är omgiven av myrmark.
Tordyveln ligger i Stora Flytens naturreservat.

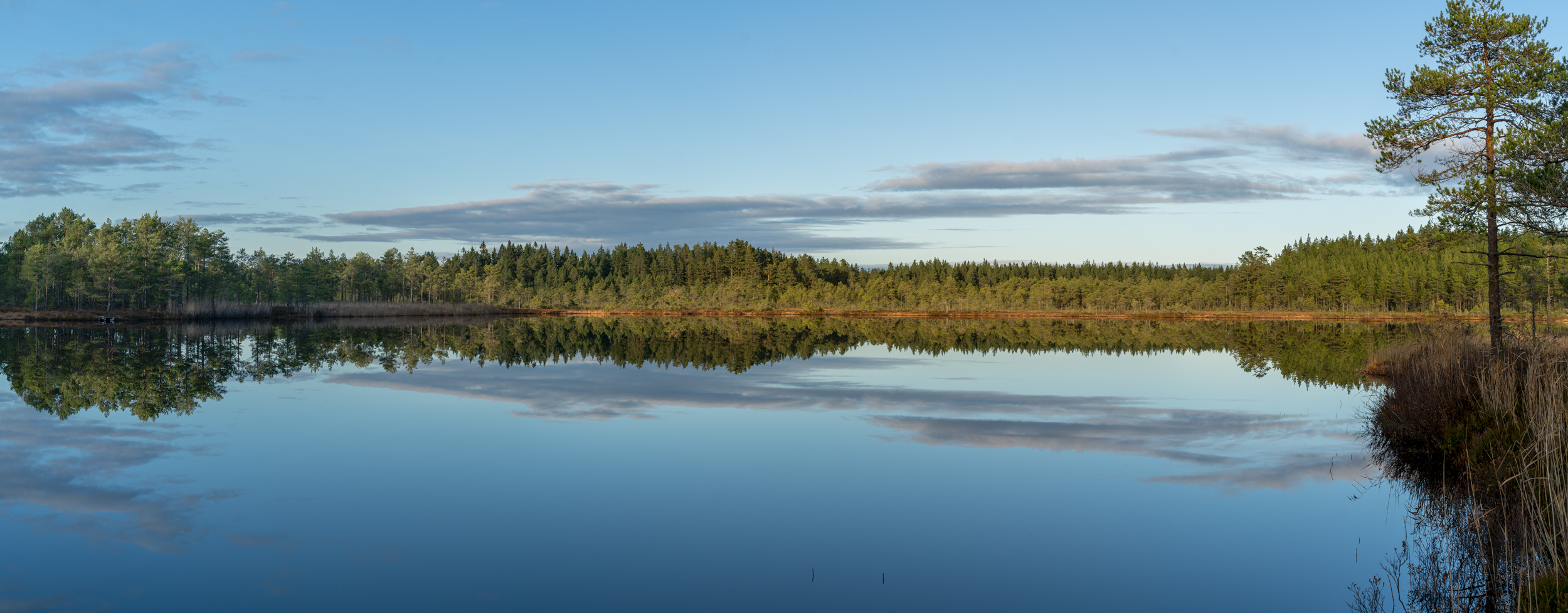
Tordyveln - vy mot norr.